# Ostheim vor der Rhön
Ostheim vor der Rhön è un comune tedesco di 3 590 abitanti, situato nel land della Baviera.